# Kinder- und Jugendhilfeweiterentwicklungsgesetz
Das Kinder- und Jugendhilfeweiterentwicklungsgesetz (KICK, Gesetz zur Weiterentwicklung der Kinder- und Jugendhilfe) vom 8. September 2005 ist ein deutsches Bundesgesetz (Artikelgesetz) im Bereich der Kinder- und Jugendhilfe.
Es trat zum 1. Oktober 2005 in Kraft und führte zu Veränderungen im SGB VIII, die unter anderem die Vollzeitpflege betreffen und den bereits vorhandenen Schutzauftrag bei Kindeswohlgefährdung konkretisiert. Ferner soll es das Tagesbetreuungsausbaugesetz unterstützen.